# Biserica de lemn din Tomnatecu de Sus

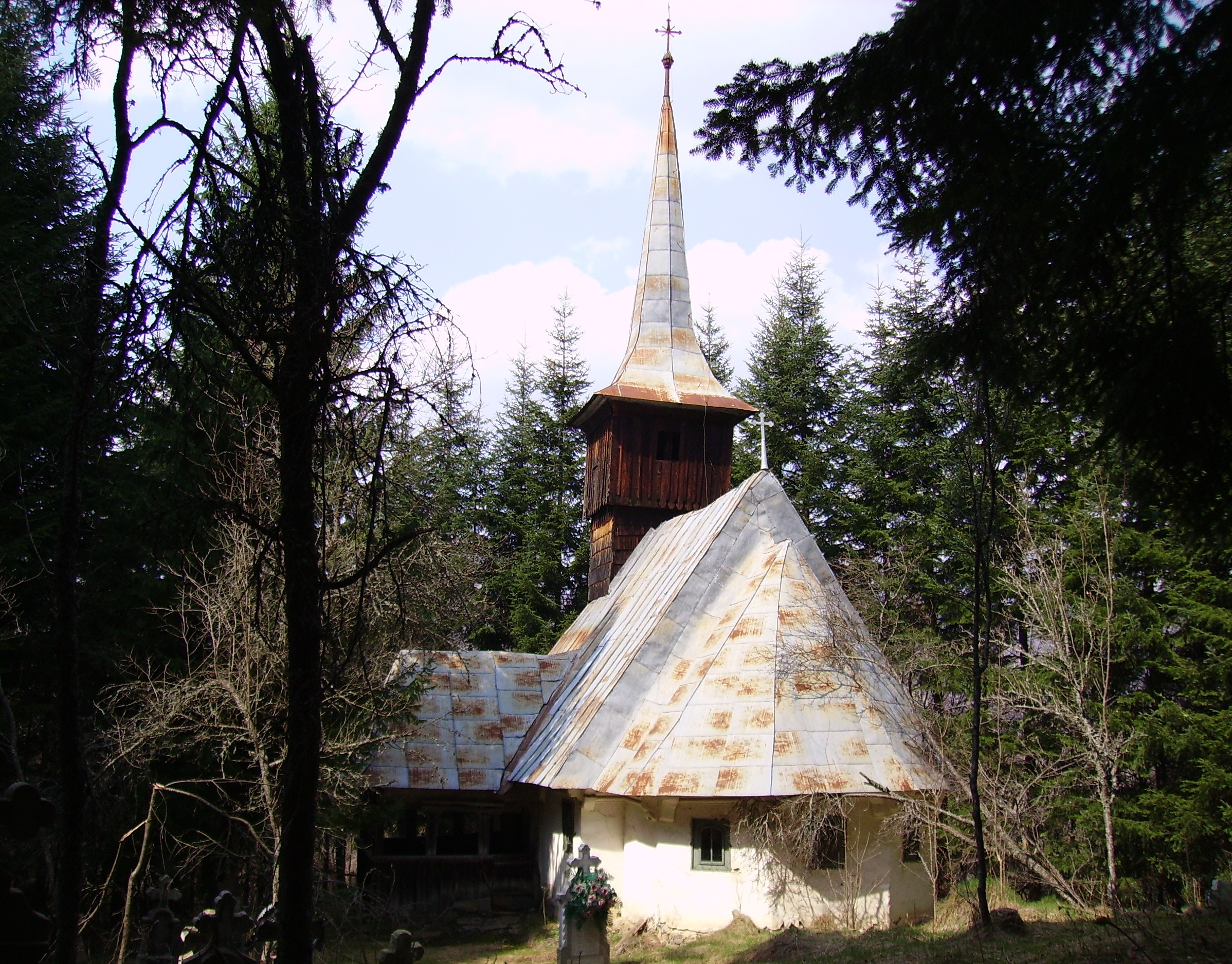
Biserica de lemn din Tomnatecu de Sus, comuna Bulzeștii de Sus, județul Hunedoara, foto: martie, 2009.

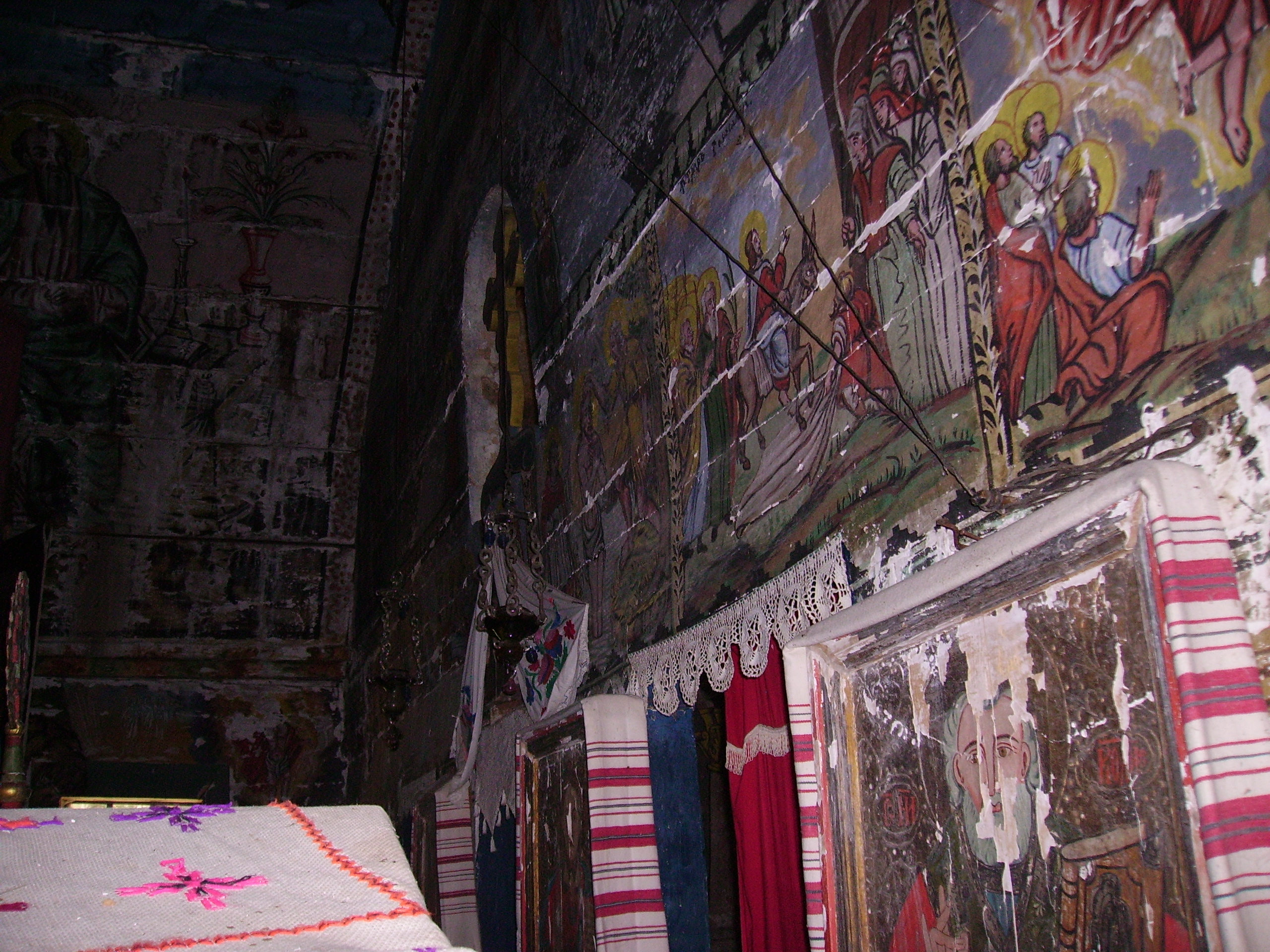
Interiorul navei, detaliu catapeteasmă

Biserica de lemn din Tomnatecu de Sus, comuna Bulzeștii de Sus, județul Hunedoara a fost ridicată în secolul al XVIII-lea. Are hramul „Buna Vestire”. Figurează pe lista monumentelor istorice, cod LMI HD-II-m-B-03467.

## Istoric și trăsături
Biserica „Buna Vestire” din Tomnatecu de Sus, înscrisă pe lista monumentelor istorice românești, este un edificiu de plan dreptunghiular, cu absida pentagonală decroșată, prevăzut cu un turn-clopotniță suplu, cu foișor închis și fleșa înaltă; cele două pridvoare deschise, corespunzătoare intrărilor de pe laturile de vest si de sud, au fost adosate în anul 1863. Suprafața exterioară a bârnelor este tencuită. Tabla a luat locul vechii șițe în 1972; alte renovări avuseseră loc în anii 1926 și 1967-1968. 
Un element arhitectural special îl reprezintă existența crucilor aflate în pridvor și în interiorul Bisericii, purtând numele sătenilor care au căzut în cel de-al doilea război mondial și al căror trup nu a mai ajuns la familii.
Stabilirea începuturilor acestui lăcaș comportă serioase dificultăți. Cercetătoarea Ioana Cristache-Panait fixează ca repere constructive anii 1805 (transmis de inscripția clopotului mic: ,,Laudă pe D-zeu la biserica din Sus, în Tomnatec, 1805”) și 1807 (transmis de pisania picturii peretelui despărțitor dintre naos și pronaos: ,,Această sfântă biserică s-au zugrăvit de Vig Andrei din Abrud, 1807” și de „Sabo Mihai, Câmpeni, anno 1807”), neexcluzând nici posibilitatea unei reconstrucții.
Diferit, într-o monografie recentă a comunei Bulzeștii de Sus, se precizează că biserica a fost ctitorită între anii 1846 și 1848, fiind apoi împodobită iconografic în două etape distincte: 1848 și 1867 (din pricina degradării pisaniei, anul 1867 s-ar fi citit eronat 1807). 
Punând în balanță ambele ipoteze, considerăm că acest edificiu, cel dintâi al obștii din Tomnatecu de Sus (nici conscripțiile secolului al XVIII-lea și nici harta iosefină a Transilvaniei nu înregistrează prezența vreunei înaintașe), a fost ridicat și pictat parțial în perioada 1803-1807, în timpul păstoririi preotului Ioan Miheț; în sprijinul acestei afirmații vine atestarea în tabelele comisiei de catagrafiere Dosa a ridicării unei biserici („tempus erectionis templi”) în „Tomnatyek” în 1803. Întrucât recensămintele ecleziastice din 1805 și 1829-1831 înscriu în dreptul localității un singur edificiu, considerăm că cea menționată este biserica din Tomnatecu de Sus, iar nu cea veche din Tomnatecu de Jos, aflată la acea dată, într-o avansată stare de degradare, motiv pentru care s-a și impus reconstrucția sa în anii 1839-1842.  
Un alt argument susținând această ipoteză a zidirii în anul 1803 este acela că dispariția vechii Biserici din Tomnatecul de Jos (a cărei existență este menționată cel mai devreme în conscripția din anul 1733, deci distinctă de cea ridicată în anii 1839-1842) undeva la finalul secolului al XVIII-lea, începutul imediat al secolului al XIX-lea, a determinat zidirea altei Biserici de către comunitate. Ipoteza în care Biserica din Tomnatecu de Sus ar fi fost construită între anii 1846-1848 presupune faptul că satul Tomnatec nu ar fi dispus de un lăcaș de cult pentru o perioadă îndelungată, lucru care este improbabil.

## Imagini

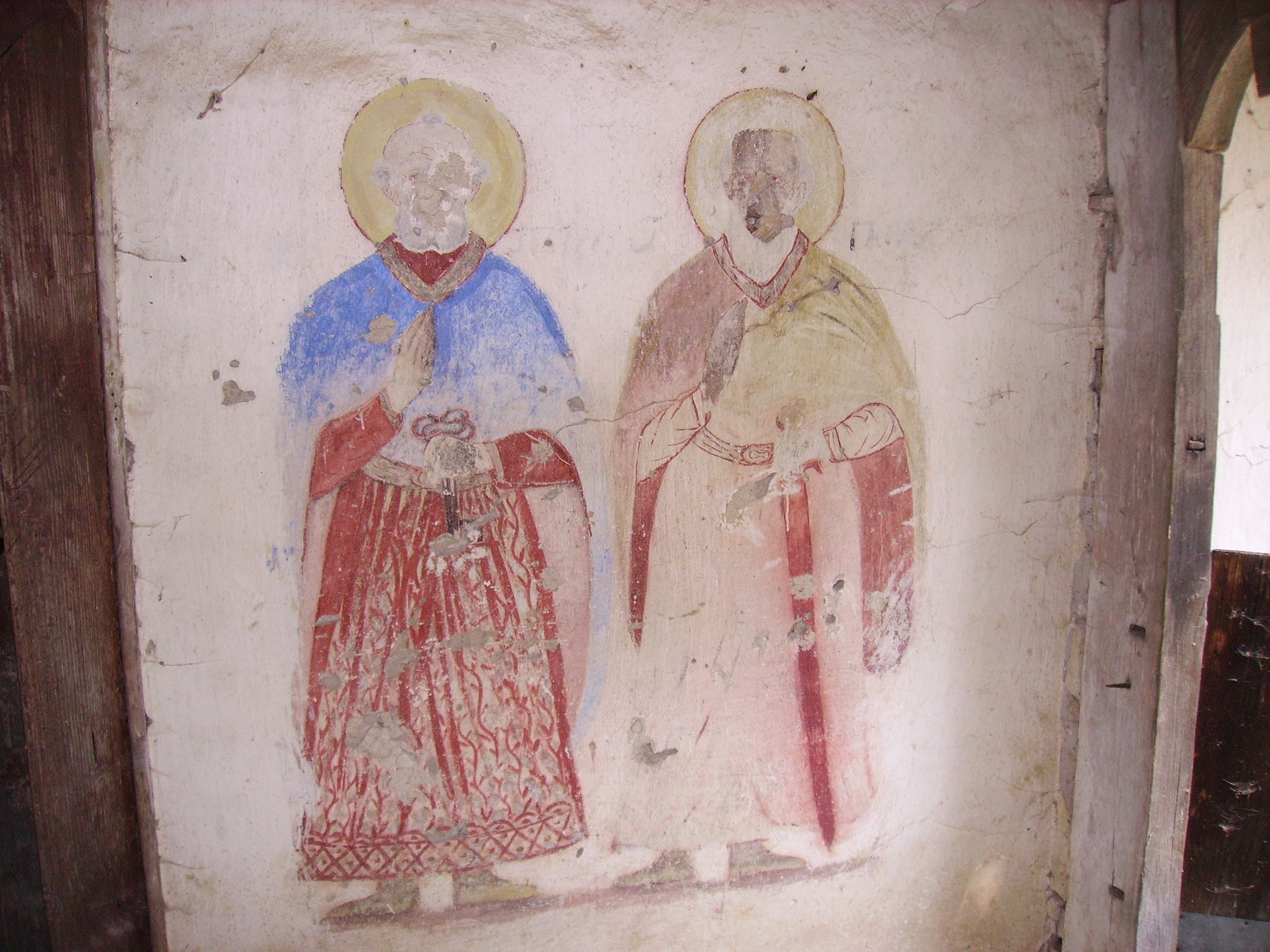